# 컨트랙터 (2007년 영화)
컨트랙터(The Contractor) 또는 살인청부업자는 미국에서 제작된 조세프 루스낵 감독의 2007년 액션 영화이다. 웨슬리 스나입스 등이 주연으로 출연하였고 루디 코엔 등이 제작에 참여하였다.

## 출연

### 주연
- 웨슬리 스나입스

### 조연
- 엘리자 베넷
- 벨리저 비네브
- 랠프 브라운
- 찰스 댄스

## 제작진
- 공동제작: 데이비드 볼
- 라인프로듀서: 바비 랑겔로브
- 협력프로듀서: 빅토리아 루카스
- 미술: 키스 맥스웰
- 의상: 피온 엘리너
- 배역: 수 존스
- 배역: 마리앤 스탠니체바